# Tinko
Tinko est une localité située dans le département de Nako de la province du Poni dans la région Sud-Ouest au Burkina Faso.

## Géographie
Tinko est situé à environ 10 km au sud-ouest de Nako, le chef-lieu du département, et à 3 km au nord-est de Bakpara.

## Santé et éducation
Le centre de soins le plus proche de Tinko est le centre de santé et de promotion sociale (CSPS) de Bakpara tandis que le centre hospitalier régional (CHR) de la province se trouve à Gaoua.